# (4753) Phidias
(4753) Phidias (4059 T-3) – planetoida z pasa głównego asteroid okrążająca Słońce w ciągu 4,07 lat w średniej odległości 2,55 j.a. Odkryta 16 października 1977 roku.